# Thelotrema porinoides
Thelotrema porinoides är en lavart som beskrevs av Mont. & Bosch. Thelotrema porinoides ingår i släktet Thelotrema och familjen Graphidaceae.   Inga underarter finns listade i Catalogue of Life.